# Duan Zhengcheng
Duan Zhengcheng (Zhenjiang, Jiangsu; 15 de junio de 1934-Wuhan, 15 de febrero de 2020) fue un ingeniero industrial e inventor chino. Se especializó en fabricación y automatización de maquinaria, fue académico de la Academia China de Ingeniería (CAE) y ejerció como profesor y supervisor de doctorado en la Universidad de Ciencia y Tecnología de Huazhong.

## Biografía
Duan nació en Zhenjiang, Jiangsu, el 15 de junio de 1934. Después de graduarse de la escuela de secundaria en 1953, estudió y luego enseñó, en lo que ahora es la Universidad de Ciencia y Tecnología de Huazhong.[cita requerida]
Dio positivo en COVID-19 el 29 de enero de 2020. El 15 de febrero de 2020 falleció en Wuhan, Hubei a los ochenta y cinco años a causa de la enfermedad por coronavirus 2019 complicada con la diabetes que padecía antes del contagio del coronavirus.

## Contribución
En 1996, inventó el sistema de rayos gamma estereotácticos OUR-QGD, que le valió un Premio Estatal de Progreso de Ciencia y Tecnología (Segunda Clase) en 2005.

## Honores y premios
- Premio Estatal de Progreso de Ciencia y Tecnología 2003 (Segunda Clase)
- Premio Estatal de Progreso de Ciencia y Tecnología 2005 (Segunda Clase)
- Premio Estatal de Progreso de Ciencia y Tecnología 2008 (Segunda Clase)
- 2009 Miembro de la Academia China de Ingeniería (CAE)